# Rhithrogena anomala
Espèce
Rhithrogena anomala est une espèce d'éphémères, un insecte appartenant à la famille des  heptageniidés.

## Première publication
JM McDunnough, Ephemerid notes with descriptions of a few new species, The Canadian Entomologist, 1928, 60:(10) 238-240, DOI 10.4039/Ent60238-10